# 町田美陽
町田 美陽（まちだ みはる、2004年5月26日 - ）は、日本の女子ラグビーユニオン選手。

## プロフィール
- 福岡県北九州市出身[1]。
- ポジションはプロップ(PR)。
- 身長 172cm、体重 90kg
- 女子日本代表キャップは1。（2024年5月現在）

## 略歴
2023年、佐賀工業高校卒業後、日本経済大学に入る。なお佐賀工業高校時代、U18花園女子15人制に出場した。
2024年5月27日に行われた女子アジアラグビーチャンピオンシップ2023決勝戦女子カザフスタン代表戦にて途中出場で女子日本代表初キャップを獲得して、代表デビュー戦でトライをあげた。